# Пастухов, Крыстё
Крыстё Иванов Пастухов (болг. Кръстьо Иванов Пастухов; 27 октября 1874, Севлиево — 25 августа 1949, Сливен) — болгарский политический деятель, один из лидеров Болгарской рабочей социал-демократической партии («широкие социалисты»).
Окончил юридический факультет Софийского университета (1895), специализировался в Германии (1897—1898). После возвращения в Болгарию работал адвокатом во Враце, с 1923 — в Софии. Вступил в Болгарскую рабочую социал-демократическую партию (БРСДП), с 1908 — член её Центрального комитета. В 1911—1927 годах — депутат 5-го Великого Народного собрания, 15—21 обыкновенного Народного собрания. С 7 мая по 6 октября 1919 года — министр внутренних дел и народного здравоохранения в коалиционном правительстве Теодора Теодорова. Негативно относился к советской модели социализма, был сторонником политической демократии.
В 1935 году опубликовал открытое письмо царю Борису III с призывом восстановить действие Тырновской конституции, отменённой после переворота 19 мая 1934 года. За это в течение некоторого время был интернирован на острове Святая Анастасия. Во время Второй мировой войны продолжал находиться в оппозиции правительству, не вступая, однако, в Отечественный фронт, значительную роль в котором играли коммунисты. В августе 1944 года был в числе инициаторов составления Манифеста 13-ти оппозиционных деятелей, в котором предлагалось восстановить действие конституции и изменить внешнеполитический курс.
После переворота 9 сентября 1944 года отказался от сотрудничества с просоветским правительством. После раскола БРСДП («широкие социалисты») в 1945 году вошёл в руководство оппозиционной БРСДП (объединённой). Опубликовал в газете «Свободный народ» статьи «Не искушайте меня, лицемеры» (болг. Не ме изкушавайте, лицемери) и «Наше войско» (Нашата войска), за которые был в 1946 году приговорён к пяти годам лишения свободы по обвинению в подрывной деятельности против болгарской армии в целях снижения её обороноспособности и боевого духа солдат.
Скончался в Сливенской тюрьме. По неофициальным данным, был задушен уголовником Антоном Попантоновым по приказу тогдашних министра внутренних дел Антона Югова и его заместителя Руси Христозова.
Имя Пастухова носят бульвар в Софии и улица в Плевене.

## Труды
- Учительское движение и министр Величков. (1897).
- Кто хотел войны. (1913).
- Кабинет Цанкова. Разложение Сговора. (1925).
- Десятилетие русской революции. Борьба между Сталиным и Троцким. (1928).
- Демократия и диктатура. (1929).
- Пятилетка и процессы. (1931).